# Église Sainte-Catherine de Monceau-sur-Oise
Pour les articles homonymes, voir église Sainte-Catherine.
L'église Sainte Catherine de Monceau-sur-Oise est une église située à Monceau-sur-Oise, dans le département français de l'Aisne et la région Hauts-de-France.

## Description

### Galerie

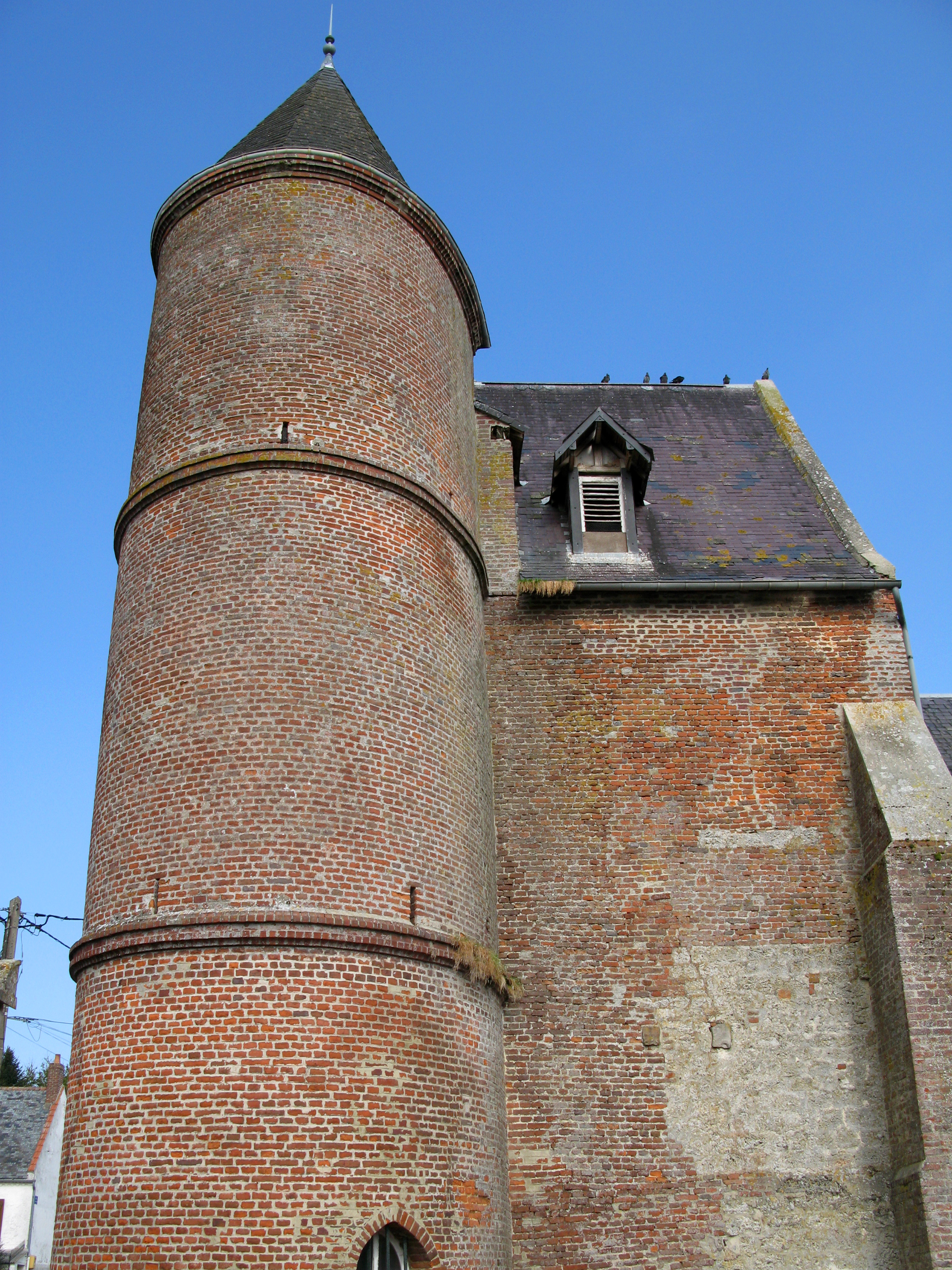
L'église fortifiée (vue Sud du clocher).
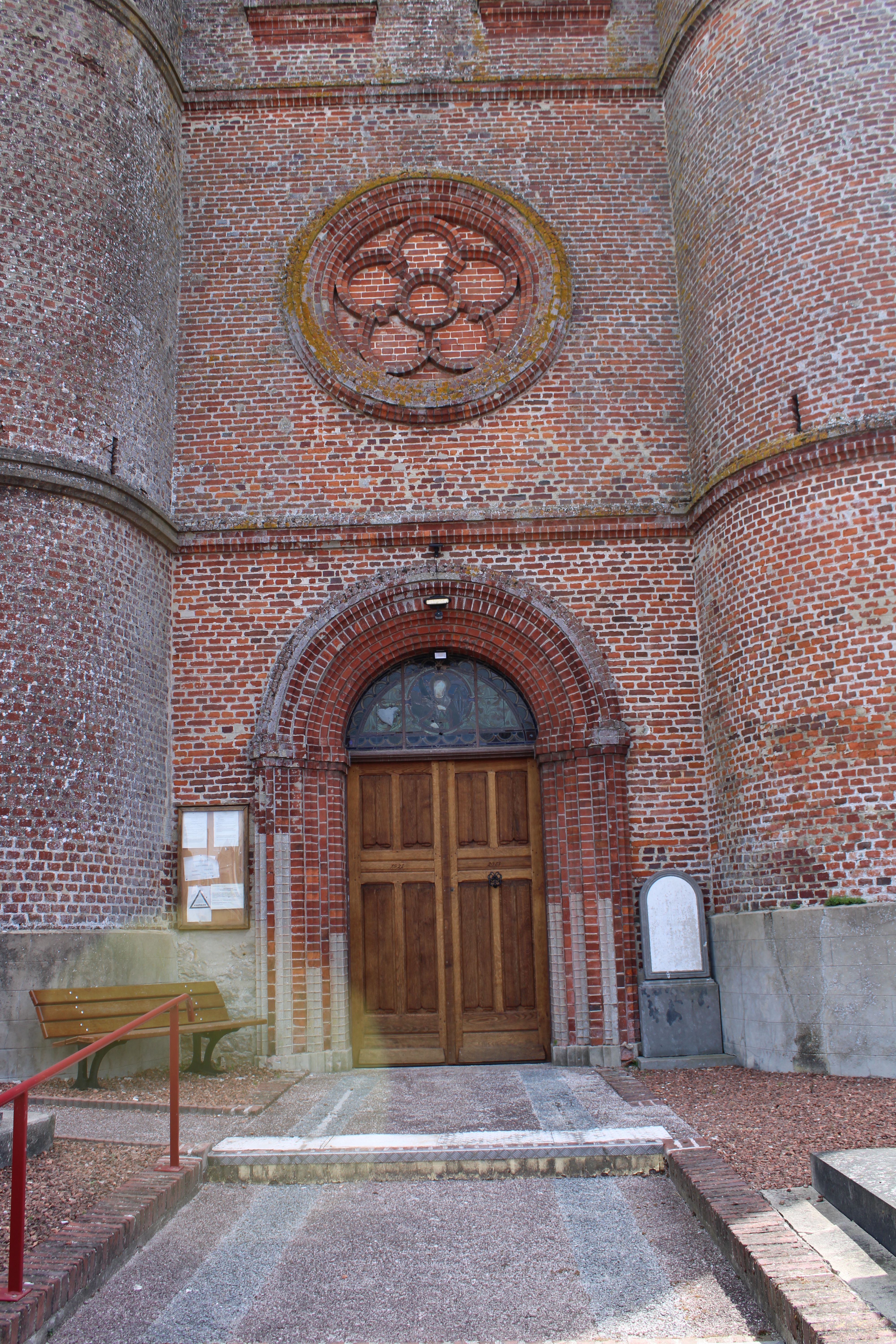
La façade.
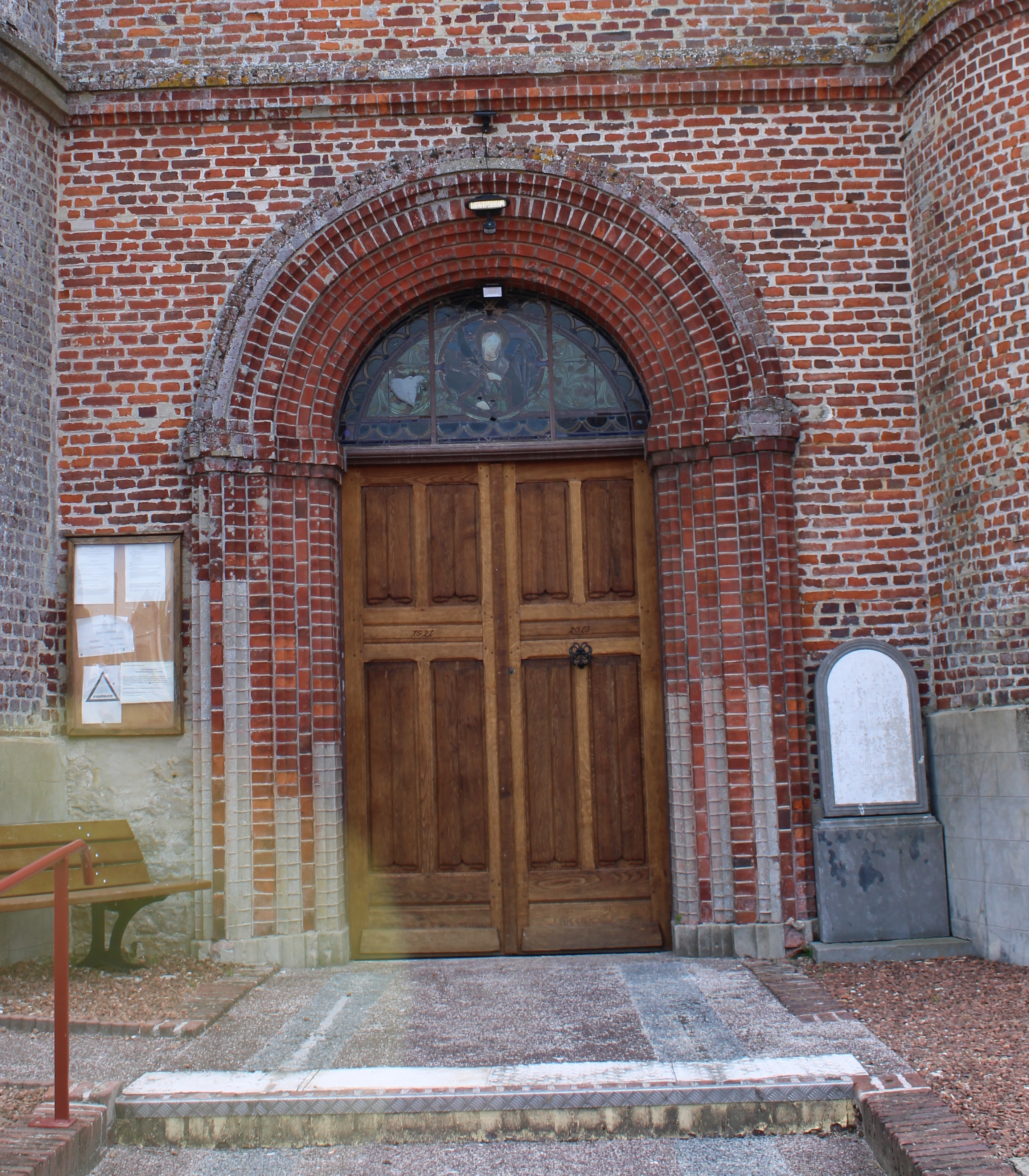
Portail en plein cintre surmonté d'un vitrail, remanié en 1921 comme écrit sur la porte, avec les restes de moulures anciennes en pierre.
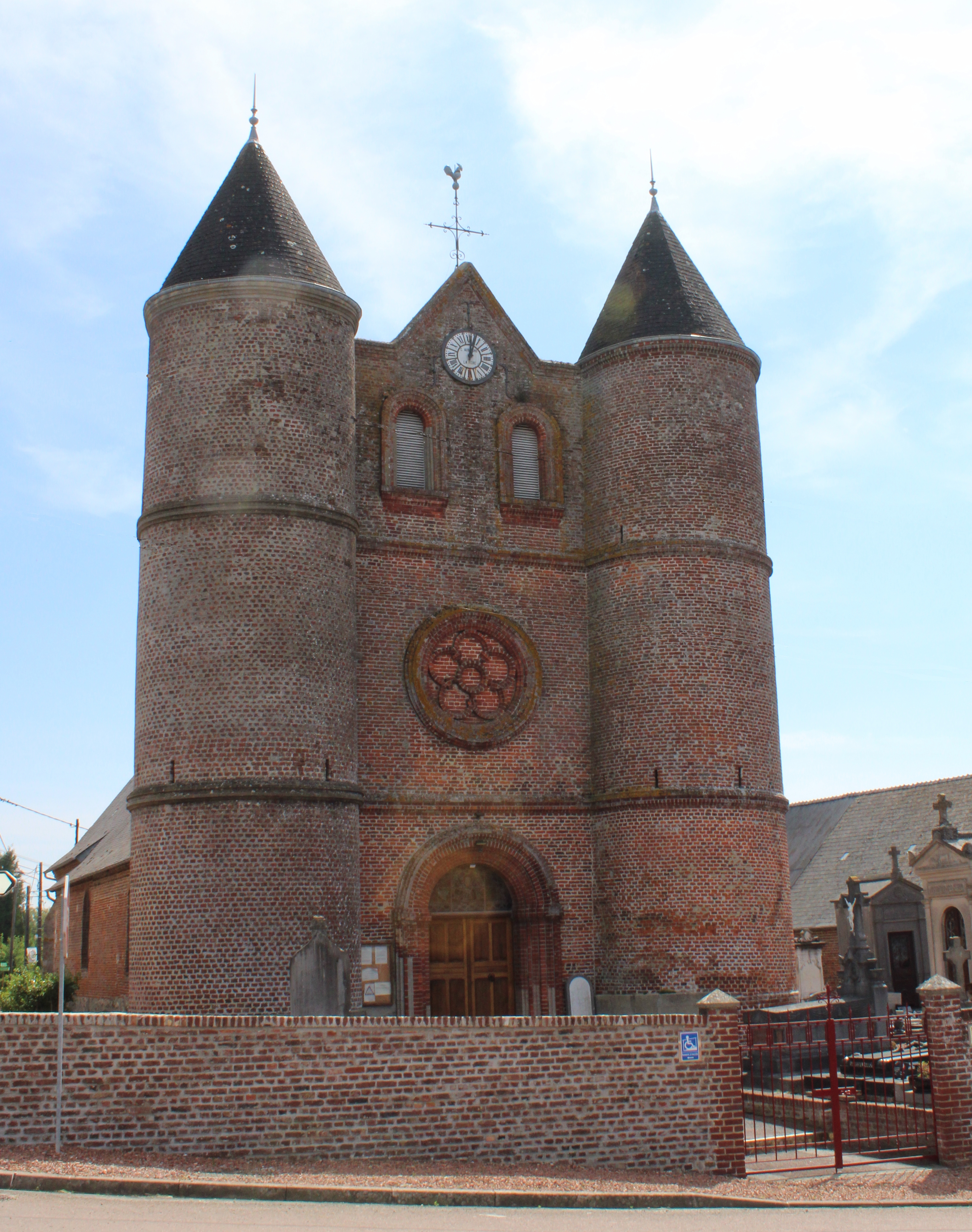
Façade de l'église flanquée de ses deux hautes tours symétriques.
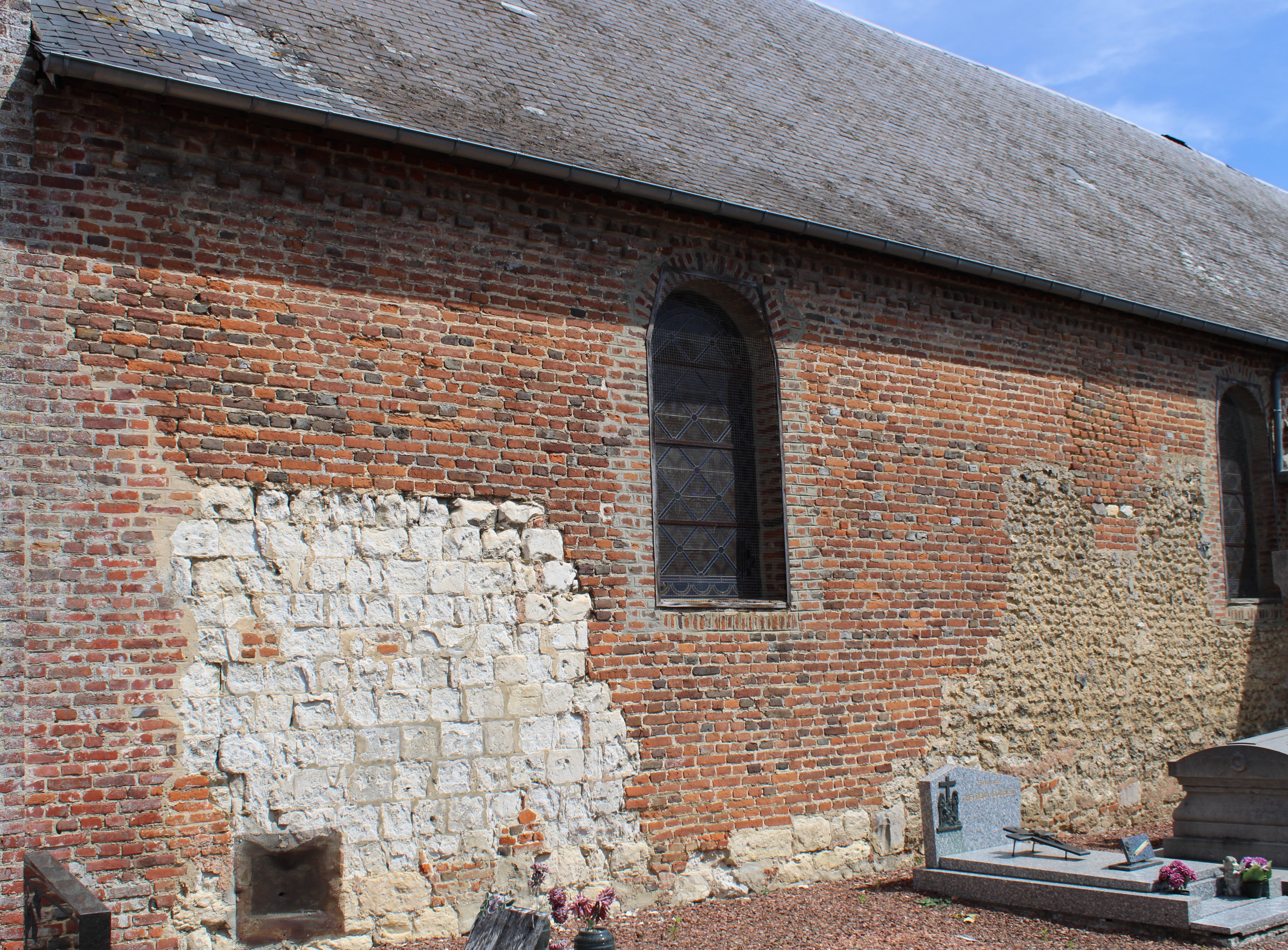
Vue latérale côté cimetière montrant les traces des différents remaniements au cours des siècles.
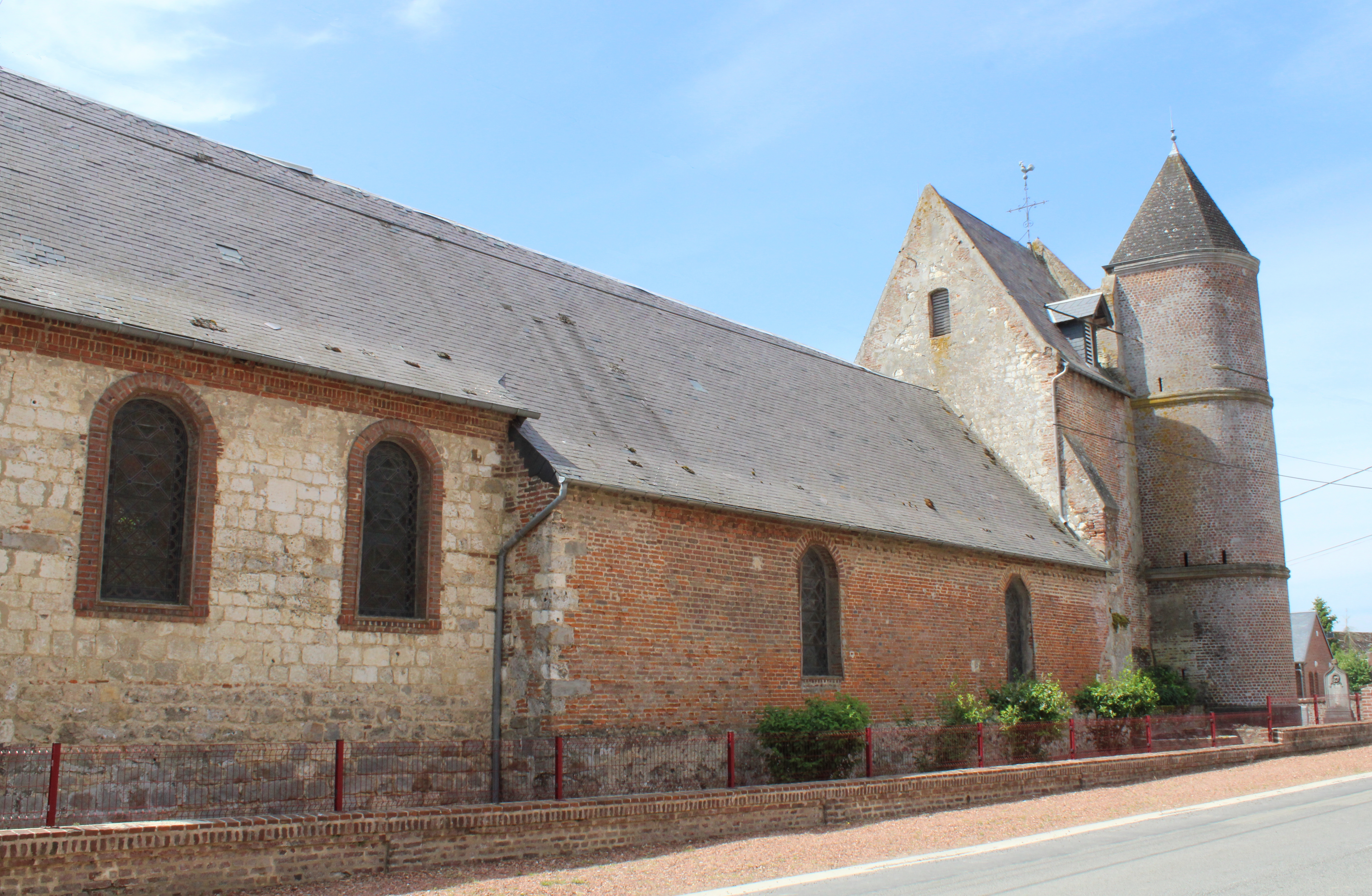
Vue latérale côté rue de l'église qui montre la hauteur de la première partie de le nef sur laquelle s'appuient les tours.

## Localisation
L'église est située an centre la commune de Monceau-sur-Oise, à l'angle de la rue du Général-de-Gaulle et de la rue de la Résistance, dans le département de l'Aisne.